# Antharmostes fuscimargo
Antharmostes fuscimargo är en fjärilsart som beskrevs av W. Warren 1909. Antharmostes fuscimargo ingår i släktet Antharmostes och familjen mätare. Inga underarter finns listade i Catalogue of Life.